# 베어러 채널
베어러 채널(bearer channel)은 통화 내용을 전달하는 DS-0이다. 즉, 베어러 채널은 시그널링(Signaling)은 전달하지 않는다. 
원거리 통신을 위한 일반적인 채널 시그널링 방법에서 시그널링은 밴드 바깥 쪽을 통해 전송되는데 반해 다른 모든 트래픽(Traffic)은 베어러 채널을 통해 전달된다. 전화를 걸 때 베어러 용량(Bearer Capability)이 결정되고, 이것은 베어러 채널을 통해 전달될 트래픽의 종류가 무엇인지 결정하는데 사용된다.
베어러 채널은 디지털 전송 계층에서 DS-0의 가장 일반적인 종류이다.
가장 잘 알려진 베어러 채널은 ISDN B 채널이다.

## 같이 보기
- 베어러 서비스